# Андрейцев Володимир Іванович
Володи́мир Іва́нович Андре́йцев (* 1 червня 1947, село Велика Слобідка Кам'янець-Подільського району Хмельницької області) — український правознавець, фахівець у галузі трудового, земельного та екологічного права. Доктор юридичних наук (1992), професор (1994). Академік Академії правових наук України (2000).

## Біографія
У 9—11 класах навчався в Кам'янці-Подільському в середній школі № 5. 1965 року, здобувши середню освіту, за комсомольською путівкою поїхав працювати на Херсонський суднобудівний завод. 1966 року Адрейцева призвали в армію. Служив у ракетних військах.
У 1974—1979 роках навчався на юридичному факультеті Київського університету (спеціальність — правознавство). Закінчивши університет, у ньому ж і працював:
- Асистент (у 1979—1984 роках), доцент, старший науковий співробітник (у 1985—1992 роках).
- З 1993 року — професор.
- З 1996 року — завідувач кафедри трудового, земельного та екологічного права.
- В 1997—2007 роках — декан юридичного факультету.

1984 року захистив кандидатську дисертацію «Правові питання екологічної експертизи проектів». 1992 року захистив докторську дисертацію «Теоретичні проблеми правового забезпечення ефективності екологічної експертизи».
З ініціативи Андрейцева впроваджені та читаються на юридичному факультеті Київського університету курси «Звичаєве право», «Історія візантійського права», «Розвиток правничої думки в Київському університеті», «Канонічне право».
Ініціатор створення Центру досліджень проблем прав людини на юридичному факультеті, науковий керівник основної наукової теми Центру. Засновник і керівник нової школи з проблем земельного, екологічного права та права екологічної безпеки Київського національного університету імені Тараса Шевченка. За участю Андрейцева розроблено понад 50 законопроєктів, за розробку яких Указом Президента йому надано почесне звання «Заслужений юрист України» (1992).
Організатор і учасник низки наукових конференцій, круглих столів, семінарів, симпозіумів тощо.
Член Вищої ради юстиції України. Призначено 23 жовтня 2003 року з'їздом представників юридичних вищих навчальних закладів і наукових установ. Присягу члена ВРЮ склав на пленарному засіданні Верховної Ради України 5 березня 2004 року.
Поет.
- З 1993 року — дійсний член (академік) Української екологічної академії наук. Академік-секретар Відділення екологічного права й управління.
- З 1997 року — дійсний член (академік) Міжнародної слов'янської академії наук.
- З 1998 року — дійсний член (академік) Академії наук вищої школи України. Член правління.
- З 2000 року — академік Академії правових наук України (2000).

## Наукова діяльність
Напрямки наукової діяльності:
- Екологічне право
- Екологічна експертологія
- Право екологічної безпеки
- Екологічні права людини
- Земельне право
- Проблеми правничої освіти в Україні

Під керівництвом Андрейцева захищено одну докторську та чотири кандидатські дисертації.
- Голова експертної ради ВАКу з юридичних та політичних наук.
- Заступник голови фахової ради з права Міністерства освіти і науки України.
- Заступник голови комісії з права Науково-методичної ради Міністерства освіти і науки України.
- Член Координаційної ради з питань судово-правової реформи при Президентові України.
- Член Консультативної ради з питань державного будівництва і правової політики Верховної Ради України.
- Заступник Голови спеціалізованої Ради із захисту докторських дисертацій.
- Член Науково-консультативної ради Верховного Суду України.
- Член Науково-технічної ради Міністерства екобезпеки України.
- Член редакційної колегії журналів «Право України», «Вісник Прокуратури», «Вісник Академії наук вищої школи України», «Університетські наукові записки».
- Головний редактор видання «Вісник Київського національного університету імені Тараса Шевченка. Юридичні науки».
- Заступник головного редактора з наукових питань «Вісника Вищого Арбітражного Суду України».

### Праці
- Правове забезпечення раціонального природокористування підприємств та об'єднань АПК. — К., 1989.
- Правове забезпечення екологічної експертизи проектів. — К., 1990.
- Екологічна експертиза: право і практика. — К., 1992 (у співавторстві).
- Політика, інновації, приватизація, екологічна безпека, право. (Проблеми оптимізації та екологізації законодавства України). — К., 1996.
- Екологічне право. Курс лекцій в схемах. Загальна частина. — К., 1996.
- Екологічне і земельне право України. Практикум для студентів юридичних вузів і факультетів. — К., 1998.
- Екологічне законодавство України. Законодавчі акти. Частина І. Полтава. 1997 (у співавторстві).
- Екологія і закон: Екологічне законодавство України. У двох книгах. — К., 1997, 1998 (у співавторстві).
- Правові засади земельної реформи і приватизації земель в Україні. Навчально-практичний посібник. — К., 1999.
- Микола Іванішев. Видатні постаті Київського університету (монографія). — К., 1999 (у співавторстві).
- Правнича освіта в Україні: проблеми теорії і практики (у співавторстві з В. В. Андрейцевим).

Лауреат конкурсів на щорічне видання за номінацією «Підручники і навчальні посібники», організованих Спілкою юристів України:
- Перша премія за навчальний посібник «Екологічне і земельне право України» (Київ, 1998);
- Друга премія за номінацією «Законодавчі акти» за двотомник «Екологія і закон: екологічне законодавство України» (Київ, 1997, 1998).

## Відзнаки, нагороди
- 1992 — звання «Заслужений юрист України».
- 1999 — переможець Всеукраїнського конкурсу на найкраще професійне досягнення «Юрист року» за номінацією «Юрист-організатор юридичної освіти» — Диплом про почесну відзнаку.
- 1999 — лауреат премії Ярослава Мудрого Академії наук вищої школи України.
- 9 вересня 2004 року — орден «За заслуги» другого ступеня.